# 桃花源 (江西)
桃花源，位于九江市庐山南麓星子县隘口镇境内，附近的温泉镇是田园诗派代表人物陶渊明故里。《桃花源记》所描述的地方被认为有可能在此地“康王谷”。
《水经注》云：“庐江水出三天子都，北过彭泽县，西北入於江。”释慧远著《庐山记》云：“山在江洲浔阳南，南滨宫亭，其南岭宫亭湖”，此说法与桃花溪原型相符。
据《庐山志》记载：“秦始皇二十四年（戊寅，公元前223年），王翦伐楚，怀王子熊绎（楚康王）避难于庐山谷中。翦追之急，天忽大风雷雨，翦人马不能前。得脱，遂隐身谷中不出。因名其曰康王谷。”此说法与《桃花源记》中“自云先世避秦时乱，率妻子邑人来此绝境，不复出焉”的说法吻合。
萧统《陶渊明传》云：“陶渊明，浔阳柴桑人也。”陶渊明诗云：“采菊东篱下，悠然见南山。”其诗《还旧居》云：“畴昔家上京，六载去还归”，上京即现在星子县城西约三里处的玉京山。星子县背匡庐，面彭蠡，晋属柴桑，是为陶渊明故里说。
林伯渠在《庐山即景步董老初游庐山韵》云：“栗里先生留雅韵，桃源是处不需疑”，可谓给桃花源之原型下了定论。

## 相关
- 陶渊明
- 桃花源
- 钱耀东、孙自诚.“桃花源”原型在庐山康王谷.《晋阳学刊》.1985年03期